# Alejandro Arboreda
El valenciano Alejandro Arboreda nació en 1650 y fue un hombre culto, ligado a la vida universitaria y con una temprana inclinación artística que le llevaría en 1682 a abandonar su cátedra “de código” en la Universidad de Valencia para probar fortuna como autor en la corte de los Austria. Pero en Madrid no encontró el respaldo esperado debido a la decadente situación económica por la que atravesaba la monarquía española, así que finalmente, volvió a Valencia para morir arruinado a los cuarenta y ocho años. Su obra teatral documentada consta de 23 títulos.
A pesar de algunos intentos fallidos de representación tenemos constancia del estreno de muchas de sus obras tanto en vida del autor como después de su muerte, de lo que se le deduce relativo éxito pese a su poca fortuna económica. Arboreda formó parte de un nutrido elenco de dramaturgos valencianos de finales de siglo, junto a Antonio Folch de Cardona, José Ortí, Francisco Figuerola, Manuel Vidal y Salvador, Crescencio Cerveró y Gaspar Mercader. Una generación inevitablemente sancionada como continuista y poco original, marcada por el estigma del epigonismo con respecto a Lope de Vega y Pedro Calderón de la Barca.

## Obras conservadas[1]
- Temática religiosa: El arco de paz del cielo, El católico Perseo, El mártir Valiente en Roma, El más divino remedio, El primer templo de Cristo.
- Temática histórica: El prodigio de León y timbre de los Osorios.
- Temática mitológica: No hay resistencia a los hados'
- Temática amatoria: Si amor mata, amor da vida, El esclavo de su dama y paso honroso de Asturias, Engaños hay que son justos.